# Neurotmeta dominicana
Neurotmeta dominicana är en insektsart som beskrevs av Ronald Gordon Fennah 1945. Neurotmeta dominicana ingår i släktet Neurotmeta och familjen Tropiduchidae. Inga underarter finns listade i Catalogue of Life.